# Giri
Giri (義理?) este o valoare japoneză care corespunde aproximativ termenilor „datorie”, „obligație” sau chiar „povara obligației”. Namiko Abe definește „giri” ca fiind „a-ți servi superiorii cu o devoțiune auto-sacrificială”. Această valoare complexă japoneză implică loialitate, recunoștință și o datorie morală. Conflictul dintre giri și ninjō (sentimentul uman) a fost istoric un subiect central în drama japoneză, reprezentând tensiunea dintre datorie și emoție personală.

## Concept
Giri este o obligație socială, cel mai bine explicată prin contrastul său cu ninjō. Conform lui Doi Takeo, giri face parte din acele forme și acțiuni care poziționează sinele în raport cu societatea, în timp ce ninjō privește tărâmul interior și intim al sinelui. Dihotomia giri-ninjō reflectă dilema umană a nevoii de a aparține atât tărâmului exterior (soto), cât și celui interior (uchi).
Relațiile giri au o calitate emotivă. Îndeplinirea unei obligații nu implică doar considerația pentru un interes sau un profit anticipat; giri se bazează, de asemenea, pe sentimente de afecțiune. Relațiile giri sunt perpetue, nu tranzacționale.

## Aspecte

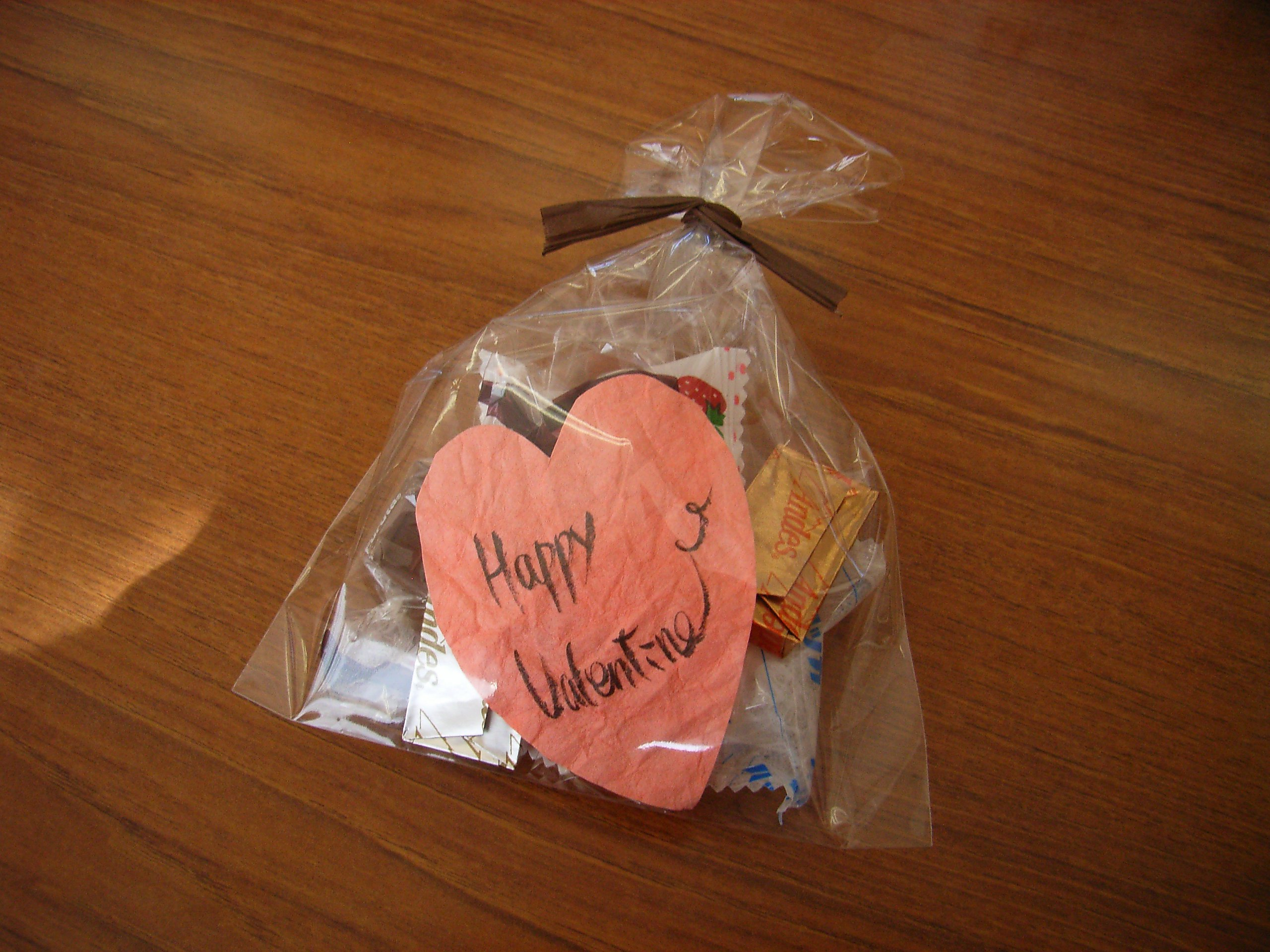
o pungă de giri-choko

Giri se poate observa în multe aspecte ale comportamentului japonez modern. Un exemplu este oferirea cadourilor, unde există un echilibru perceput de giri – deși nescris, acest echilibru este real, iar cadourile neobișnuit de mari trebuie reciprocate. Giri-choko este un termen specific care se referă la obligația colegilor apropiați sau a partenerilor de afaceri de a oferi ciocolată de Ziua îndrăgostiților sau de Ziua albă, chiar dacă nu au sentimente romantice (Deși Ziua Îndrăgostiților este o tradiție occidentală importată recent în Japonia, iar Ziua albă a fost inventată în 1978 de Asociația Națională a Industriei de Cofetărie pentru a dubla vânzările de dulciuri în fiecare an).
Corporațiile japoneze au unele dintre cele mai scăzute rate de concediere a angajaților din orice țară industrializată. Angajații răspund acestei loialități prin anumite comportamente personale. Spre deosebire de Occident, unde inginerii din companii diferite ar putea fi prieteni, în Japonia acest lucru este mult mai rar. Sentimentul de obligație al angajaților poate fi atât de puternic încât aceștia consumă doar berea și alte produse produse de afiliații conglomeratului lor (Keiretsu⁠(d)). Cu toate acestea, muncitorii cu jumătate de normă nu sunt la fel de scrupuloși în această privință.
Japonezii din străinătate se plâng adesea de calitatea slabă a serviciilor din țările non-japoneze. În timp ce unii occidentali moderni pot prețui individualitatea și dreptul unui lucrător din domeniul serviciilor de a fi un egal asertiv din punct de vedere social, cu opinii proprii, japonezii apreciază, în general, îndeplinirea obligațiilor de serviciu (giri) la cel mai înalt nivel posibil, inclusiv ceea ce celor din medii sociale mai puțin formale le poate părea ca o formalitate excesivă, sentimentalism exagerat sau chiar servilism ipocrit sau forțat.
Unii istorici sociali consideră că răspândirea acestui concept în cultura japoneză reflectă ordinea feudală statică care a definit societatea japoneză timp de secole. „Cărțile giri” sau registrele sătești, care includeau toate obligațiile neplătite ale unei familii sau ale unui individ față de altul, erau un fenomen cultural care ar fi putut exista doar într-o cultură agricolă statică, spre deosebire de o tradiție migratoare sau de vânători-culegători.